# Endostemon racemosus
Endostemon racemosus là một loài thực vật có hoa trong họ Hoa môi. Loài này được Ryding, A.J.Paton & Thulin mô tả khoa học đầu tiên năm 2003 publ. 2004.